# Сындасско
Сындасско — посёлок в Таймырском Долгано-Ненецком районе Красноярского края России, входит в состав сельского поселения Хатанга. Расположен в устье реки Хатанги на берегу одноименной бухты (Хатангский залив), в 285 км от села Хатанга, близ административной границы с республикой Саха (Якутия). Самый северный посёлок прежнего Хатангского района Таймырского автономного округа). Один из самых северных населённых пунктов мира. Самое северное село России.
Основное занятие местных жителей оленеводство, рыболовство и охота на дикого северного оленя.
В посёлке есть начальная школа-интернат на 40 учащихся, детский сад, участковая больница, магазин, отделение УФПС Красноярского края — филиал ФГУП «Почта России», сельский Дом культуры, библиотека, построено 40 жилых домов. На берегу Хатангского залива устроен морской причал. В 2020 году появился бесплатный спутниковый интернет.

## Население
| 2002 | 2010 | 2012 | 2014 | 2019 | 2020 |
| ---- | ---- | ---- | ---- | ---- | ---- |
| 537  | ↘496 | ↗529 | ↗570 | ↘559 | ↘531 |